# Stretto di Kil'din
Lo stretto di Kil'din (in russo Кильдинский пролив o Кильди́нская са́лма?, Kil'dinskij proliv o Kil'dinskaja salma) è il tratto di mare che separa l'isola Kil'din dalla penisola di Kola. Si trova in Russia, nell'oblast' di Murmansk, amministrato dal Kol'skij rajon. Fa parte del mare di Barents.
Lo stretto di Kil'din è descritto in dettaglio nell'atlante di Johannes van Keulen del 1682 e nell'atlante olandese del 1790. Fu esplorato dalla spedizione di Fëdor P. Litke nel 1822.

## Geografia
Lo stretto ha una lunghezza di 19 km, una larghezza massima di 4 km, con una minima di 700 m nella parte centrale in corrispondenza di capo Prigonnyj (мыс Пригонный). La profondità massima è di 142 m. La costa è ripida e rocciosa. A sud-ovest di capo Prigonnyj c'è la piccola isola di Malyj Kil'din (Малый Кильдин, 69°18′23″N 34°08′39″E).